# Inês de Solms-Laubach
Inês de Solms-Laubach (em alemão:  Agnes; Laubach, 7 de janeiro de 1578 — Laubach, 23 de novembro de 1602) foi condessa-consorte de Hesse-Cassel.

## Família
Inês era a segunda filha do conde João Jorge I de Solms-Laubach e da condessa Margarida I de Schönburg-Glauchau. Os seus avós paternos eram o conde Frederico Magnus de Solms-Laubach e a condessa Inês de Wied. Os seus avós maternos eram o conde Jorge II de Glauchau Graslitz-Böhmen-Neu-Schönburg e a condessa Doroteia de Plauen.

## Casamento e vida em Kassel
Inês casou-se aos quinze anos de idade, no dia 23 de setembro de 1593, com Maurício I, Conde de Hesse-Cassel, que tinha conhecido no casamento da sua irmã mais velha, Ana Maria. O casamento de Ana foi celebrado na presença de vários convidados importantes. O casamento de Inês, uma princesa calvinista, aumentou a ligação de Maurício com essa religião, embora a união tenha ocorrido mais por amor do que por estratégia dinástica.
Inês foi descrita como muito talentosa, bonita e amorosa. Matthäus Merian criou um bordado dela na companhia do marido e dos filhos. No dia seguinte à morte de Ana, Maurício escreveu ao rei Henrique IV de França sobre a sua grande perda.

## Descendência
1. Otto de Hesse-Cassel (24 de dezembro de 1594 - 7 de agosto de 1617), casado primeiro com a condessa Catarina Ursula de Baden-Durlach; sem descendência. Casado depois com Inês Madalena de Anhalt-Dessau; sem descendência.
2. Isabel de Hesse-Cassel (24 de março de 1596 - 16 de dezembro de 1625), casada com João Alberto II de Mecklemburgo-Güstrow; sem descendência.
3. Natimorto (24 de janeiro de 1597)
4. Natimorto (agosto de 1599)
5. Maurício de Hesse-Cassel (14 de julho de 1600 - 11 de agosto de 1612), morreu aos doze anos de idade.
6. Guilherme V, Conde de Hesse-Cassel (13 de fevereiro de 1602 - 21 de setembro de 1637); casado com Amália Isabel de Hanau-Münzenberg; com descendência.